# Oscar Camenzind

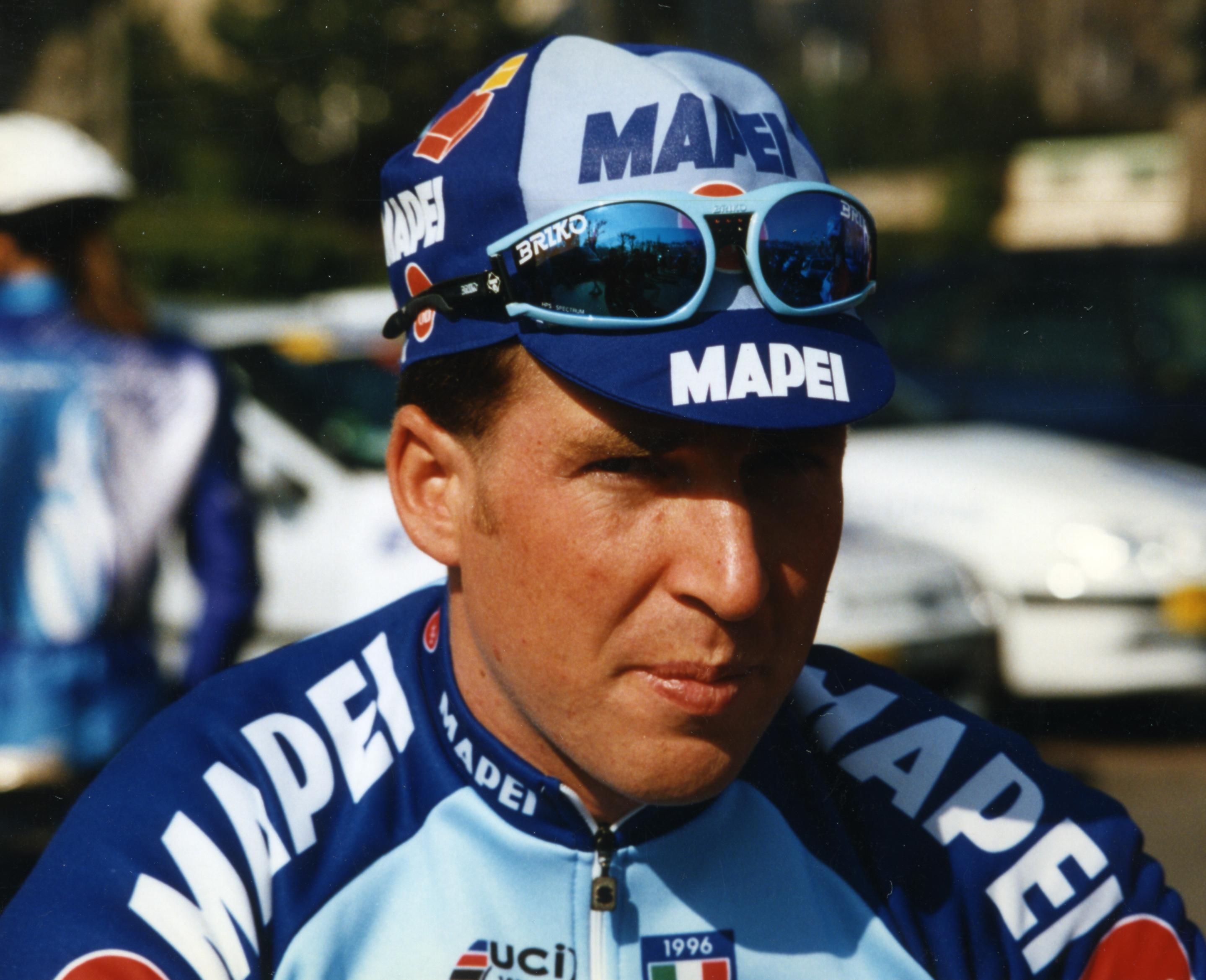
Oscar Camenzind (1997)

Oscar «Ösi» Camenzind (* 12. September 1971 in Gersau, Kanton Schwyz) ist ein ehemaliger Schweizer Radrennfahrer.

## Karriere
Camenzind wurde 1996 Profi beim italienischen Radsportteam Panaria-Vinavil. 1997 wechselte er zu Mapei und siegte in der als Schweizer Meisterschaft ausgetragenen Schynberg-Rundfahrt, gewann das Etappenrennen Grand Prix Tell und beendete die Tour de Suisse auf Rang zwei.
Sein erfolgreichstes Jahr war 1998: Er belegte den vierten Gesamtrang beim Giro d’Italia und wurde im niederländischen Valkenburg Weltmeister. Wenige Tage später holte sich Camenzind ausserdem den Sieg bei der Lombardei-Rundfahrt, einem Monument des Radsports. Aufgrund dieser Erfolge wurde er auch zum Schweizer Sportler des Jahres gewählt.
Im Jahr 2000 gewann er die Tour de Suisse mit einem Vorsprung von 14 Sekunden auf den Italiener Dario Frigo. 2001 gewann Camenzind mit Lüttich–Bastogne–Lüttich ein weiteres der fünf Monumente des Radsports.
Am 22. Juli 2004 wurde Camenzind bei einer Doping-Kontrolle positiv auf EPO getestet. Er verzichtete daraufhin auf eine Teilnahme an den Olympischen Sommerspielen 2004 in Athen, wurde von seinem Radsportteam Phonak Hearing Systems per 9. August 2004 freigestellt und verkündete am 10. August 2004 in Luzern sein Karriereende. Von Swiss Olympic wurde er für zwei Jahre gesperrt.